# Niefang
Niefang és un municipi de Guinea Equatorial, de la província de Centre Sud, situada al sud-est de Mbini, Guinea Equatorial, amb una població de 4.858 habitants (cens de 2005). La ciutat era coneguda anteriorment com a Sevilla de Niefang.
Està situada a 70 km de Bata, i es troba travessada pel riu Benito. Deu la seva importància al fet de situar-se en l'encreuament dels principals eixos viaris de la regió continental del país.
És la segona ciutat més important de la província de Centre Sud. La patrona d'aquesta ciutat és María Reina de Niefang i se celebra aquesta festa el 22 d'agost de cada any. El patriarca d'aquesta petita ciutat és Nze Bokung per ser el fundador d'aquest llogaret abans de ser convertida en ciutat per colons espanyols.
Niefang era tradicionalment la frontera occidental de l'àrea tribal Fang. El seu nom vol dir "Límit dels Fang". Més a l'oest hi ha les àrees de les tribus costaneres bantus conegudes com a "Playeros": combes, Bujeba, balengues, i benga.